# Veliki Nerajec
Veliki Nerajec je naselje u slovenskoj Općini Črnomelju. Veliki Nerajec se nalazi u pokrajini Dolenjskoj i statističkoj regiji Jugoistočnoj Sloveniji. 

## Stanovništvo
Prema popisu stanovništva iz 2002. godine naselje je imalo 79 stanovnika.